# Semiothisa acidaliata
Semiothisa acidaliata är en fjärilsart som beskrevs av Walker 1861. Semiothisa acidaliata ingår i släktet Semiothisa och familjen mätare. Inga underarter finns listade i Catalogue of Life.